# Gejjaiahnavaddaragudi, Hunsur
Gejjaiahnavaddaragudi là một làng thuộc tehsil Hunsur, huyện Mysore, bang Karnataka, Ấn Độ.